# بولا هانكوكس
بولا هانكوكس (بالإنجليزية: Paula Hancocks)‏ هي مراسلة بريطانية لسي إن إن تعمل انطلاقا من سول في كوريا الجنوبية وتغطي شبه الجزيرة الكورية.
التحقت بولا هانكوكس بسي إن إن في 1997 وعملت انطلاقا من فرع القناة في لندن. من بين الأحداث التي غطتها كانت القضية الفلسطينية وحرب لبنان 2006. عملت منذ 2001 مساعدة إنتاج وارتقت في السلم الوظيفي.